# Ljachawitschy
Ljachawitschy (belarussisch Ляхавічы, polnisch Lachowicze, litauisch Liachivičai, jiddisch לעכאוויטש Lekhavitsh) ist eine Kleinstadt in Belarus. Die Einwohnerzahl betrug im Jahr 2015 10.873.

## Lage

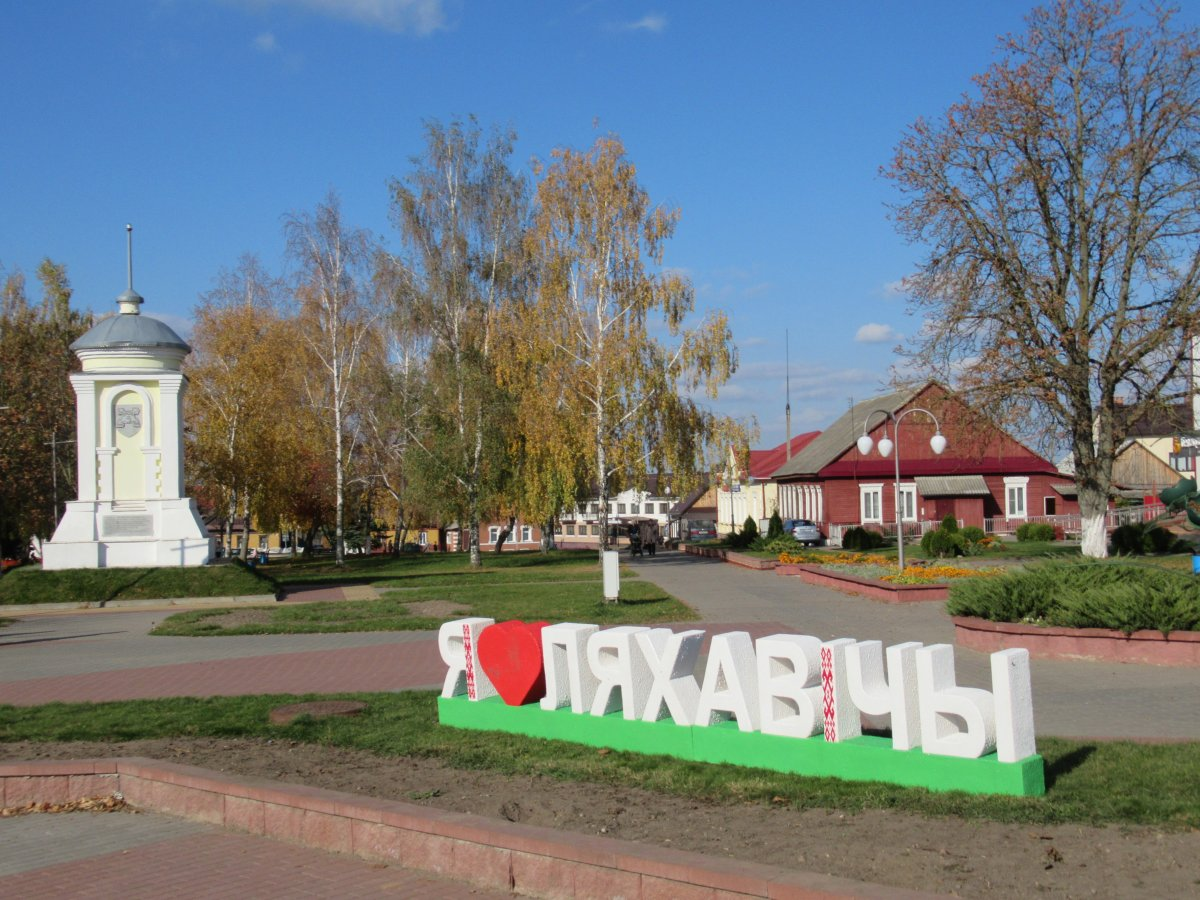
Ljachawitschy

Ljachawitschy liegt rund 21 Kilometer südöstlich von Baranawitschy an der Vedz'ma, einem Zufluss der Schtschara, die in die Memel mündet, im Osten der Breszkaja Woblasz und ist der Hauptort des Rajons Ljachawitschy. Durch den Ort führt die Bahnstrecke von Baranawitschy nach Sarny in der Ukraine.

## Geschichte

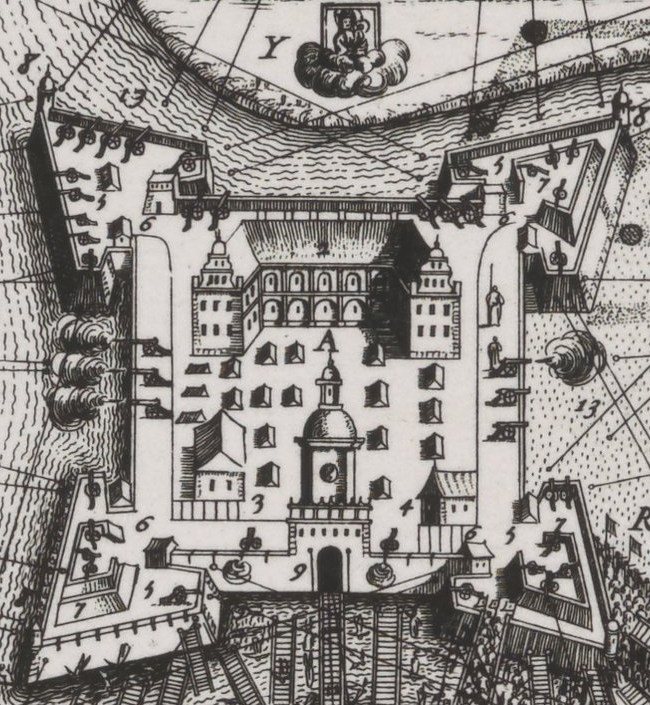
Schloss und Festung Ljachawitschy im Jahr 1660

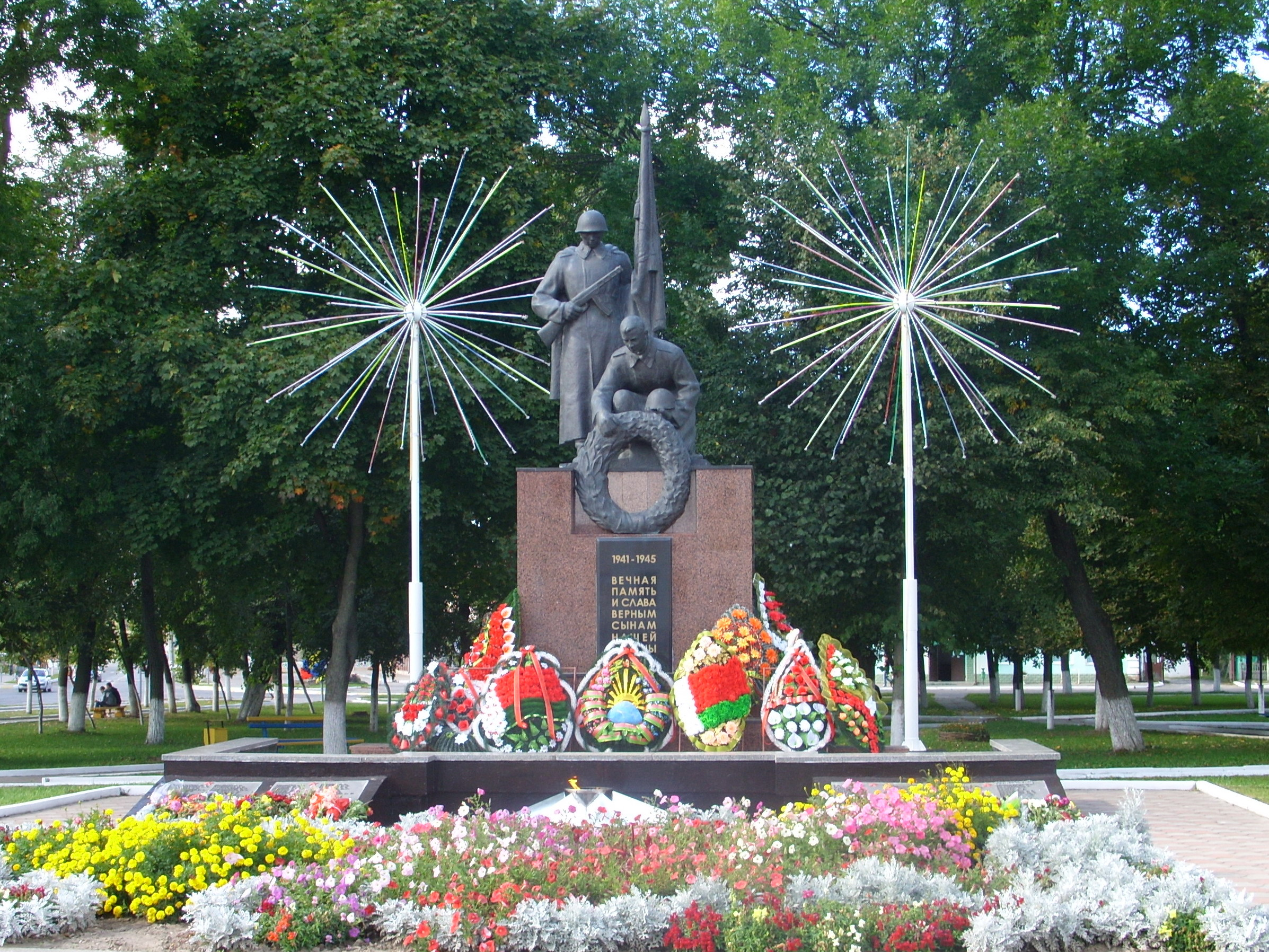
Das Siegesdenkmal

Der Ort wurde im Jahr 1572 vom polnischen König und litauischen Großfürsten Sigismund II. August dem litauischen Adeligen Jan Hieronimowicz Chodkiewicz überlassen. Die unter dem litauischen Großhetman Jan Karol Chodkiewicz errichtete Festung in Ljachawitschy trug den Beinamen „Litauischer Jasna Góra“. Die Festung wurde im Großen Nordischen Krieg 1706 zerstört. In der Zweiten Polnischen Teilung kam die Stadt 1793 an das Russische Reich. Ljachawitschy wurde 1921 an Polen abgetreten und trug den Namen Lachowicze. 1939 wurde es von der Sowjetunion annektiert und in die Weißrussische SSR eingegliedert. 1941 wurde die Stadt vom Deutschen Reich besetzt, unter dessen Herrschaft ein Ghetto eingerichtet wurde, aber im Juli 1944 von der Sowjetunion zurückerobert. Seither war die Stadt Teil der Weißrussischen SSR und nach dem Zerfall der Sowjetunion von Belarus.

## Sehenswürdigkeiten
Die katholische Kirche wurde im Jahr 1602 errichtet und im dritten Viertel des 18. Jahrhunderts unter dem Hetman Michał Massalski umgebaut. Sie wechselte mehrmals die Konfession und wurde nach dem Zweiten Weltkrieg als Krankenhaus genutzt.

## Liste von Persönlichkeiten von Ljachawitschy
- Leon Talmi (1893–1952), Mitglied des Jüdischen Antifaschistischen Komitees (JAFK)
- Will Herberg (1901–1977), US-amerikanischer jüdischer Religionsphilosoph
- Sergiusz Piasecki (* 1901 in Lachowicze (heute Ljachawitschy), † 12. September 1964 in London), polnischer Schriftsteller